# Велосипедний спорт на літніх Паралімпійських іграх 2020
Велоспорт на літніх Паралімпійських іграх 2020 року проходив у двох окремих місцях. Велоспорт на треку проходив на велодромі Ідзу з 25 по 28 серпня 2021 року, а шосейний велосипед проходив на швидкісній трасі Фудзі з 31 серпня по 3 вересня 2021 року.  
Літні Олімпійські та Паралімпійські ігри 2020 року були перенесені на 2021 рік через пандемію COVID-19, проте, зберегли назву 2020 року.  
У змаганнях домінували збірні Великої Британії та Нідерландів, які завоювали 19 золотих медалей у 51 змаганні. Велика Британія, як і в 2008, 2012 та 2016 роках, домінувала на трасі, тоді як Нідерланди були особливо сильними у дорожніх гонках.
Серед найважливіших моментів — Сара Сторі (Велика Британія), яка стала найуспішнішою у своїй країні параолімпійкою, повторюючи досягнення Джейсона Кенні на літніх Олімпійських іграх 2020 року, вигравши 15-у, 16-у та 17-у золоті медалі на восьми Паралімпійських іграх.
Єгор Дементьєв (Україна) отримав дві «срібні» нагороди і одну «бронзову» нагороду. 

## Класифікація
Велосипедистам надається класифікація залежно від типу та ступеня їх інвалідності. Цей метод відомий як функціональна система і був запроваджений у 2012 році. Спортсмени класифікуються відповідно до їх функціональних можливостей у чотирьох широких категоріях (сліпий або слабозорий тандем, ручний велосипед, триколісний велосипед та стандартний велосипед). 

## Медальний залік
*   Країна-господарка ( Японія)
| Місце               | NPC                                | Золото | Срібло | Бронза | Загалом |
| ------------------- | ---------------------------------- | ------ | ------ | ------ | ------- |
| 1                   | Велика Британія                    | 10     | 11     | 3      | 24      |
| 2                   | Нідерланди                         | 9      | 3      | 4      | 16      |
| 3                   | Франція                            | 5      | 4      | 7      | 16      |
| 4                   | Австралія                          | 4      | 4      | 5      | 13      |
| 5                   | Німеччина                          | 3      | 4      | 5      | 12      |
| 6                   | Китай                              | 3      | 4      | 3      | 10      |
| 7                   | США                                | 3      | 2      | 3      | 8       |
| 8                   | Російський паралімпійський комітет | 3      | 0      | 0      | 3       |
| 9                   | Ірландія                           | 2      | 1      | 1      | 4       |
| 9                   | Словаччина                         | 2      | 1      | 1      | 4       |
| 11                  | Іспанія                            | 2      | 0      | 4      | 6       |
| 12                  | Японія*                            | 2      | 0      | 0      | 2       |
| 13                  | Італія                             | 1      | 5      | 1      | 7       |
| 14                  | Австрія                            | 1      | 2      | 3      | 6       |
| 15                  | ПАР                                | 1      | 0      | 0      | 1       |
| 16                  | Бельгія                            | 0      | 2      | 3      | 5       |
| 17                  | Швеція                             | 0      | 2      | 2      | 4       |
| 18                  | Канада                             | 0      | 2      | 1      | 3       |
| 18                  | Україна                            | 0      | 2      | 1      | 3       |
| 20                  | Румунія                            | 0      | 1      | 0      | 1       |
| 20                  | Швейцарія                          | 0      | 1      | 0      | 1       |
| 22                  | Колумбія                           | 0      | 0      | 2      | 2       |
| 22                  | Польща                             | 0      | 0      | 2      | 2       |
| Загалом (23 збірні) | Загалом (23 збірні)                | 51     | 51     | 51     | 153     |